# Église Saint-Martin d'Orignac
L'église Saint-Martin d'Orignac est une église catholique située à Orignac, dans le département français des Hautes-Pyrénées en France.

## Localisation
L'église est située dans le département français des Hautes-Pyrénées, au centre de la commune d'Orignac à l'intersection des routes départementales D 5 et D 120.
 
Le centre d’Orignac est dominé par son église, bâtie sur une butte avec son cimetière au tracé arrondi. Ce plan témoigne de l’existence d’un enclos défensif des XIIe et XIIIe siècles.

## Historique
L'église, dans sa forme actuelle date probablement des XVe siècle ou XVIe siècle. Elle se compose d’une nef rectangulaire flanquée de deux chapelles latérales et d’un chœur à pans coupés.
Le clocher, haute tour carrée surmontée d’une toiture à cinq clochetons, est bâti contre le pignon ouest.
Vers la fin du XVIIIe siècle, l’édifice est profondément remanié. En 1785 la charpente est refaite. La fausse voûte en bois reçoit au niveau du chœur un décor peint de grande qualité figurant la Vierge entre Dieu le Père et le Christ, accompagnés de Saint Michel et Saint Jean-Baptiste entre les anges. Le mobilier est confié aux Ferrère, sculpteurs baroques d’Asté.
Lors de la Révolution, les habitants d’Orignac, apprenant la fermeture du couvent des capucins de Médous, près de Bagnères-de-Bigorre, demandent à l’administration le mobilier de la chapelle. Ainsi sont transportés dans l’église l’autel, le tabernacle et le grand baldaquin de Médous. Cet ensemble de boiseries de Marc et Dominique Ferrère demeure l’un des plus beaux de la région.
L'édifice est inscrit au titre des monuments historiques en novembre 2018.

En 2016, une convention entre la municipalité et la Fondation du patrimoine a été signée pour la restauration de l'église. En 2O23, les travaux sont en cours de réalisation.

Sélection de vues de l'église Saint-Martin.
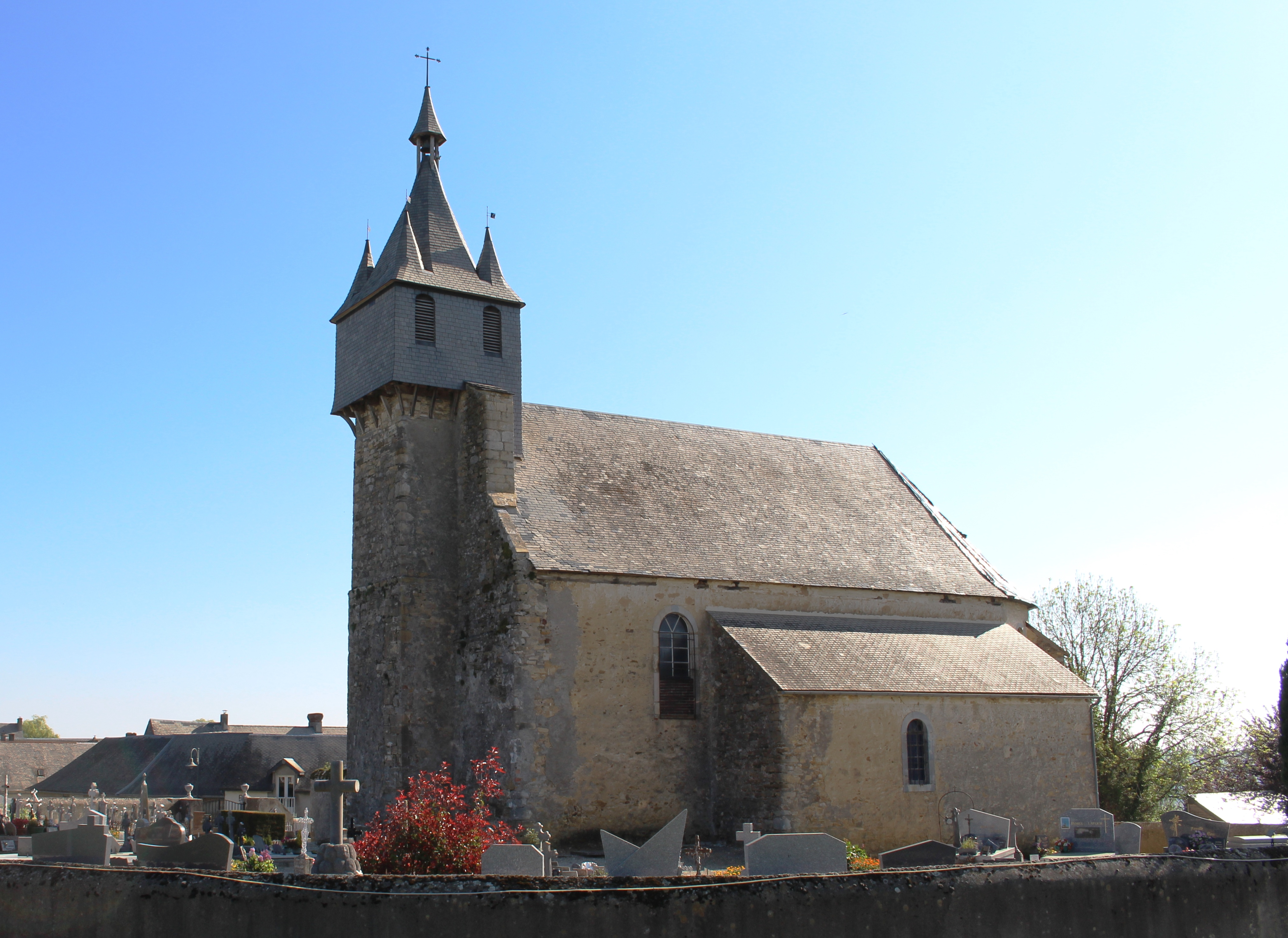
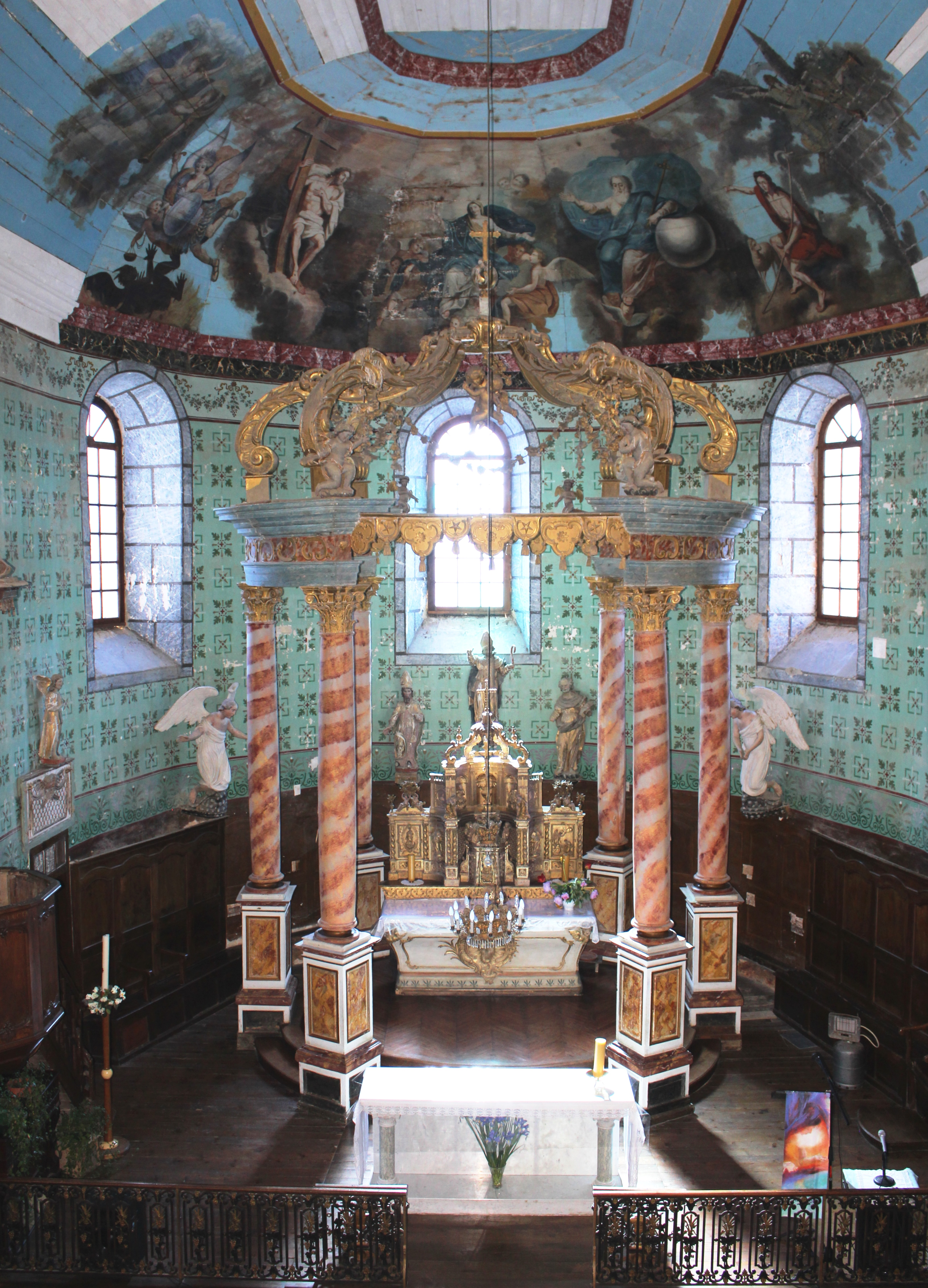
Le chœur.
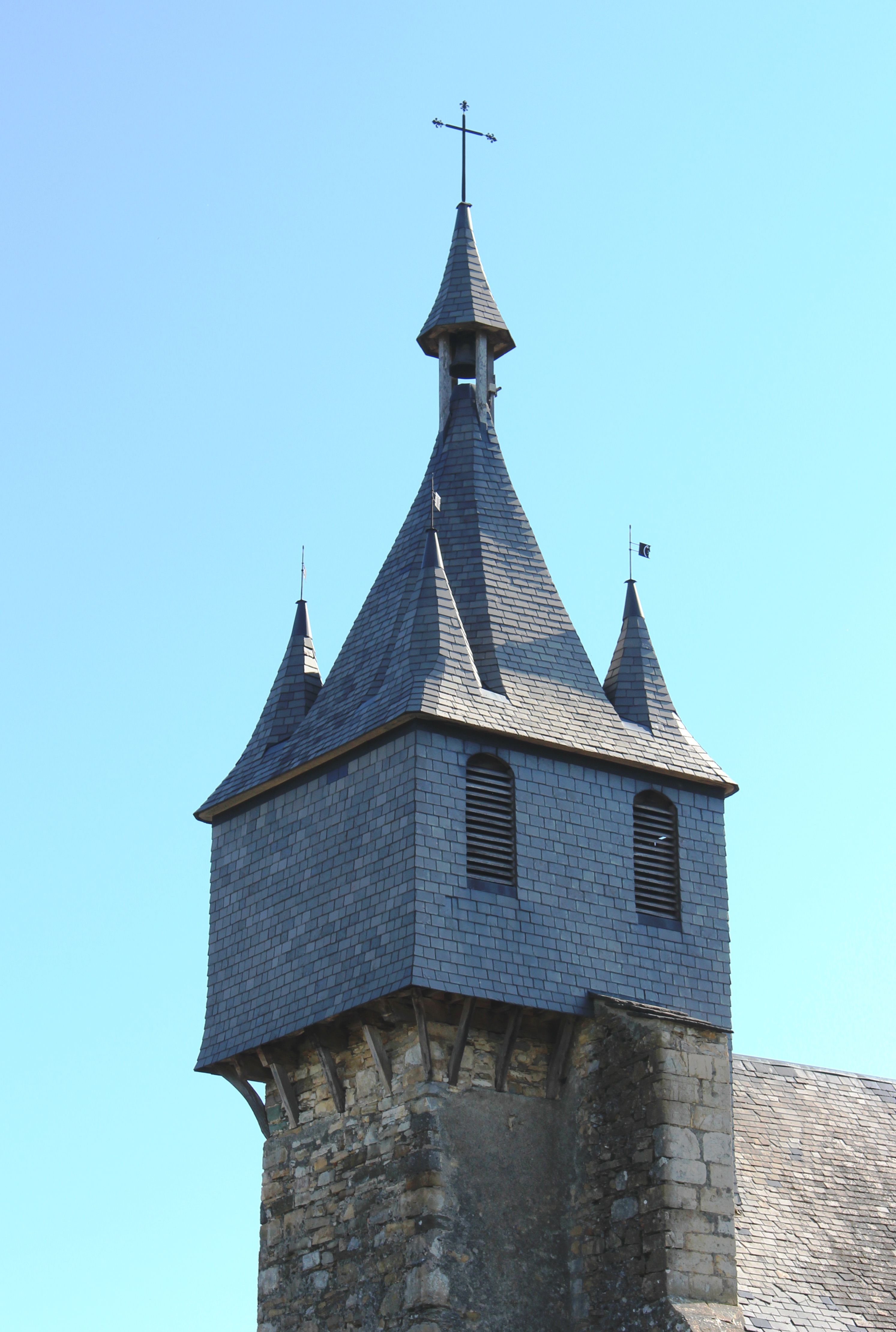
Le clocher.
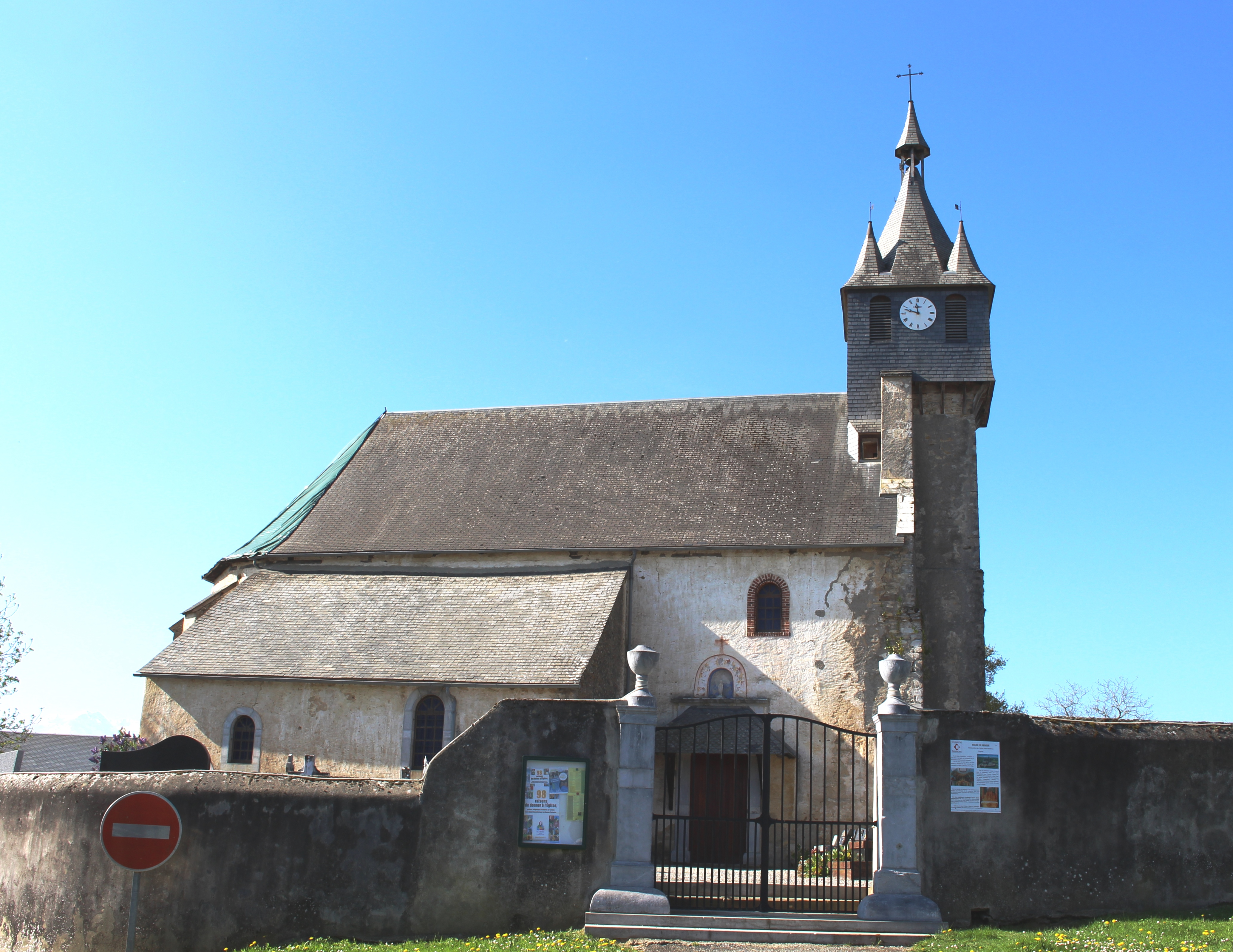
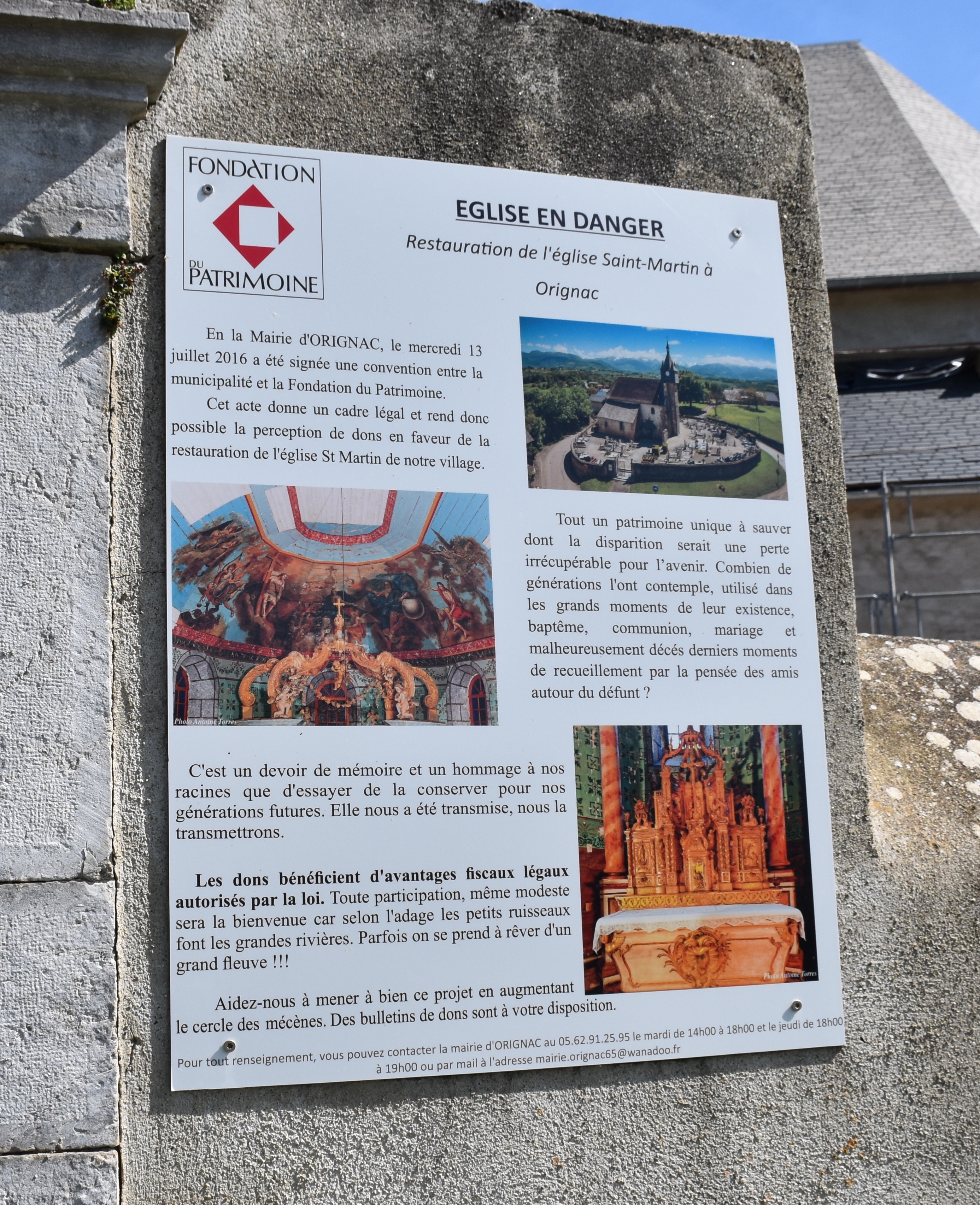
Projet restauration de l'église.
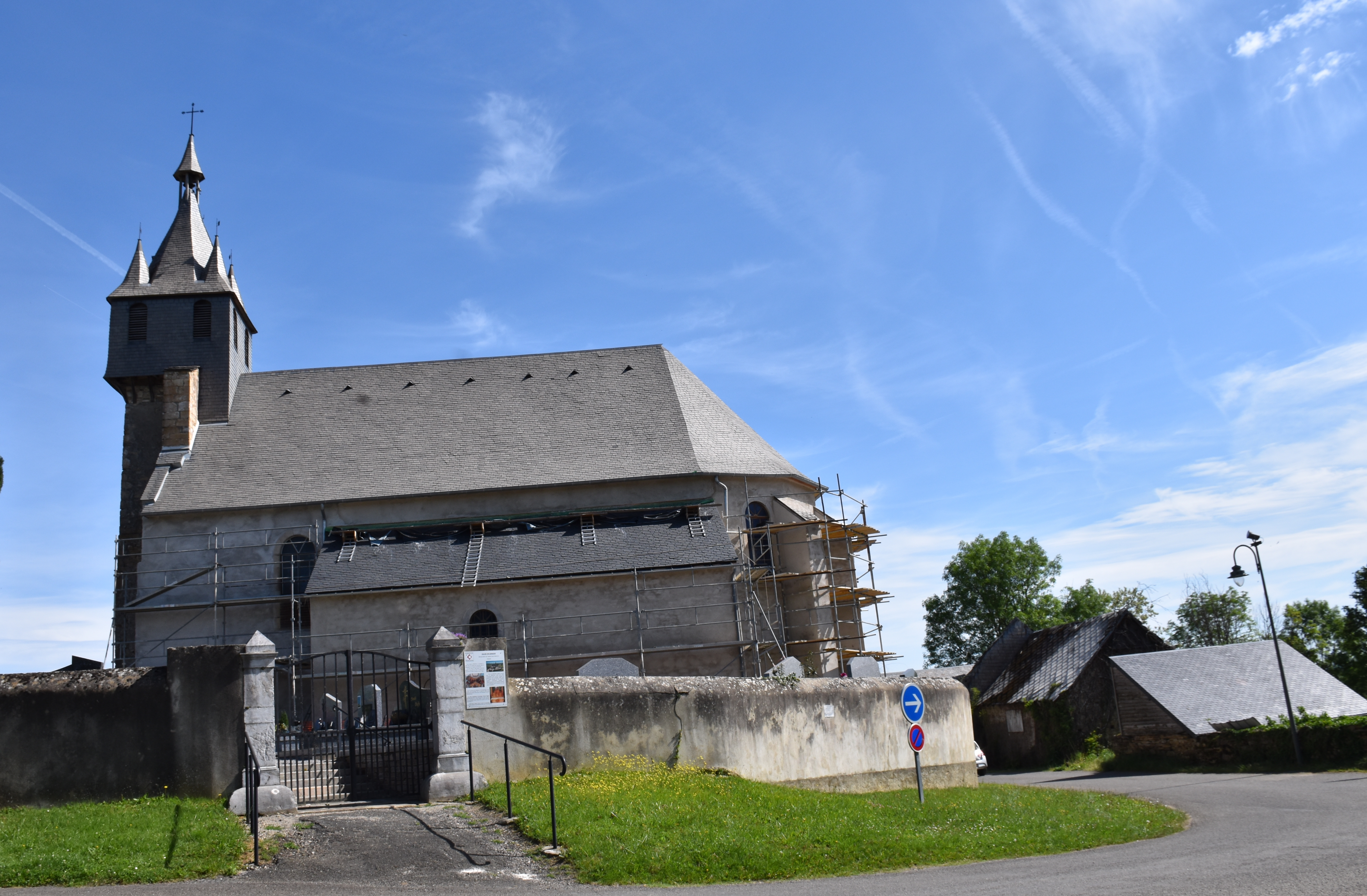
L'église en restauration en mai 2023.